# Vranová
Vranová är en ort i Tjeckien.   Den ligger i regionen Södra Mähren, i den östra delen av landet, 160 km öster om huvudstaden Prag. Vranová ligger 400 meter över havet och antalet invånare är 333. Den ligger vid sjön Vodní nádrž Letovice.
Terrängen runt Vranová är huvudsakligen kuperad, men västerut är den platt. Runt Vranová är det ganska tätbefolkat, med 120 invånare per kvadratkilometer. Närmaste större samhälle är Letovice, 3,6 km öster om Vranová. I omgivningarna runt Vranová växer i huvudsak blandskog.